# Raimundo da Costa e Silva
Raimundo da Costa e Silva (Rio de Janeiro, século XVIII — século XIX) foi um pintor, escultor, entalhador e restaurador ativo no Brasil Colônia. 
Aprendeu o ofício com seu pai e passou a trabalhar na criação de presépios, deixando obras no Convento de Santa Teresa e na Capela do Livramento. Também se dedicou à pintura sobre vidro, em que se especializou, fazendo a decoração da Capela do Santíssimo Sacramento.
Como pintor registrou sua passagem com trabalhos nas Igrejas de Nossa Senhora Mãe dos Homens, da Igreja da Ordem Terceira do Carmo, da Igreja de Nossa Senhora da Conceição e Boa Morte, Igreja de São José e da Igreja e Convento de Nossa Senhora da Lapa do Desterro. Também restaurou o painel Virgem do Carmelo, de José de Oliveira Rosa, na Igreja de Nossa Senhora do Monte do Carmo, posteriormente destruído.